# Microsklaven

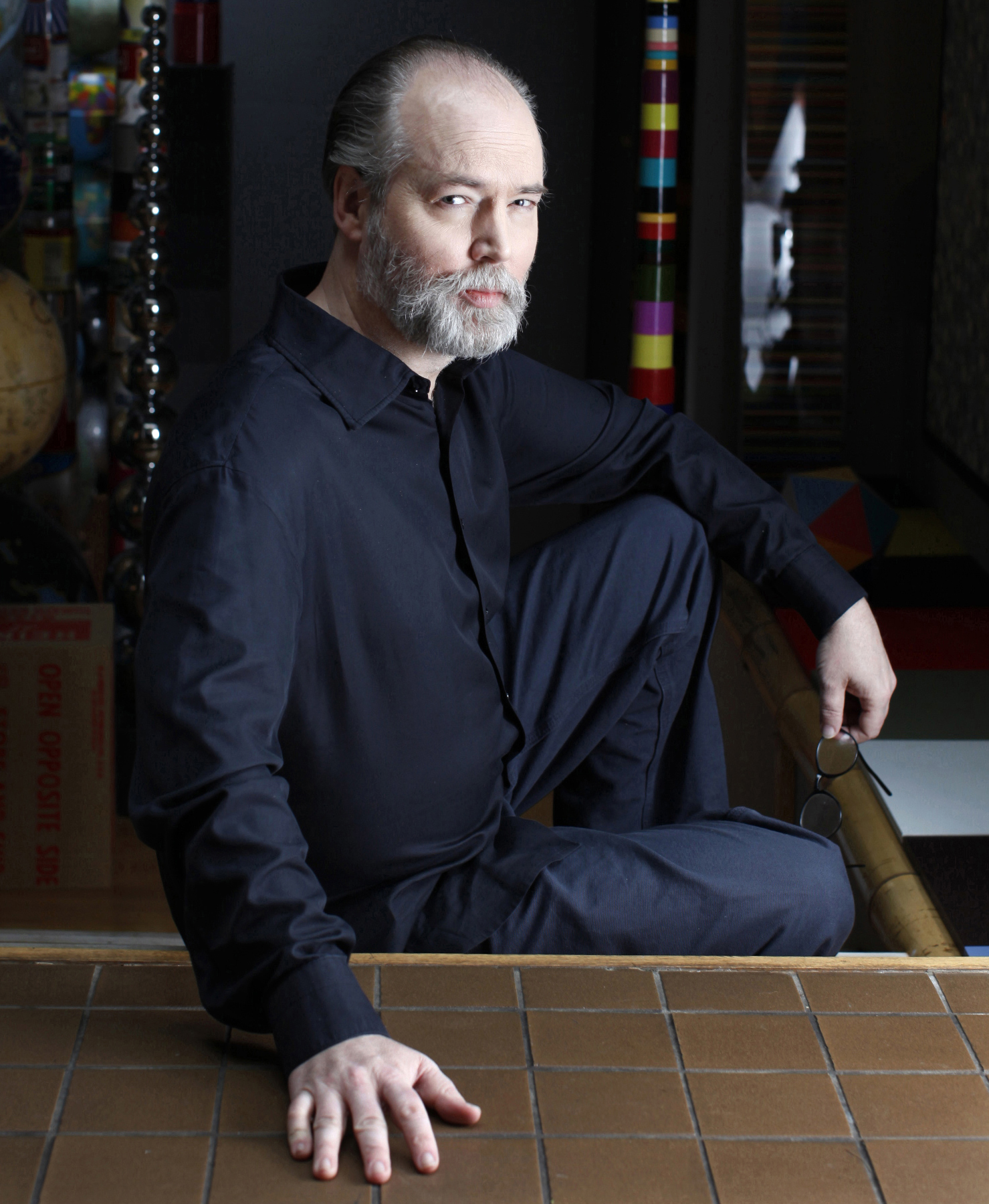
Douglas Coupland, 2013

Microsklaven, englischer Originaltitel Microserfs, ist ein Roman des kanadischen Schriftstellers Douglas Coupland. Er erschien 1995 im Verlag Harper Collins, nachdem ihm im Januar 1994 eine thematisch ähnliche Kurzgeschichte im Magazin Wired vorausgegangen war.
Microsklaven handelt von einer Handvoll Computerspezialisten, die im Herbst 1993 zunächst im von Bill Gates geleiteten Konzern Microsoft arbeiten, dann aber zum Teil freiwillig diesen Konzern verlassen, aber sich erneut eine Arbeitswelt schaffen, die ähnliche Elemente aufweist. Der Roman thematisiert die Arbeitswelt der in dieser Industrie Beschäftigten vor der Vermarktung von Windows 95 und weist auch auf das Aufkommen des Internets hin. Erzählt wird die Handlung in Form von Tagebucheinträgen, die der Erzähler Daniel auf einem Apple PowerBook festhält. Wegen der Formatierung sowie der Nutzung von Emoticons und der Erzählform ähnelt der Roman einem Blogformat, wie sie etwa ein Jahrzehnt später üblich wurden.
Microsklaven ist der fünfte Roman von Douglas Coupland, der durch sein 1991 erschienenes Erstlingswerk Generation X bekannt wurde. Die britische Zeitung The Guardian nahm 2009 neben Couplands Roman Girlfriend in a Coma auch Mikrosklaven in die Liste der 1000 Romane auf, die jeder gelesen haben muss.

## Inhalt
Der Roman spielt zu Beginn auf dem Microsoft-Hauptcampus in Redmond, wo die Protagonisten der Handlungen an verschiedenen Projekten des Konzerns arbeiten. Dieses Campusleben im Herbst 1993 weist Züge auf, die an eine feudalistisch geprägte Gesellschaft erinnern. Bill Gates, der im Roman nur als Bill bezeichnet wird, hat dabei die Rolle einer fernen, verehrten Leitfigur inne, die Angestellten sind nicht mehr als Leibeigene (Die wörtliche Übersetzung des englischen Titel Microserfs wäre „Micro-Leibeigene“). Die Romanhandlung endet im Jahre 1995. Zu diesem Zeitpunkt war Microsoft die dominierende Firma innerhalb der Software-Industrie und hatte gerade erfolgreich einen Prozess gegen Apple Inc. gewonnen, deren erfolgreiches Fortbestehen damals zweifelhaft erschien. Im Roman spielt auch das Northridge-Erdbeben 1994 eine Rolle, so dass auch dadurch ein klarer zeitlicher Bezug geschaffen ist. Figuren des Romans bauen Teile der durch das Erdbeben zerstörten Infrastruktur in Lego nach, um sie dadurch zu ehren.
Wesentliche Figuren des Romans – darunter der Ich-Erzähler Daniel sowie Abe, Bug, Michael, Susan und Todd – teilen sich ein Wohnhaus, ihr Leben ist dominiert von ihrer Arbeit. Daniel beginnt seine Arbeitswelt und sein Leben zu hinterfragen, als sein Vater, ein langjähriger Angestellter bei IBM, unerwartet entlassen wird. Ihm wird zunehmend das geringe Durchschnittsalter seiner Kollegen bei Microsoft und der Angestellten beim Konkurrenzunternehmen Apple bewusst und ihn beschäftigt mit zunehmender Intensität die Frage, wie ein Leben nach Microsoft aussehen könne. Zu den traumatischsten Erlebnissen Daniels zählt der Tod seines Bruders Jed, der noch als Kind bei einem Bootsunfall ums Leben kam. Er ist davon überzeugt, dass Jed, wäre er am Leben geblieben, sein Leben besser meistern würde.
Michael ist der erste der Figuren, die sich von Microsoft trennt. Nach einem Lunch mit Bill Gates übernimmt er zunächst ein besonderes Projekt. Dann entscheidet er sich jedoch, eine eigene Firma zu gründen. Er bietet einer Reihe seiner Kollegen an, in dieser Firma im Silicon Valley zu arbeiten. Von den Personen, die sich mit dem Erzähler Daniel in Redmond ein Haus geteilt haben, schließen sich nach und nach alle dem Wechsel an.
In Michaels Start-Up-Unternehmen beginnen sie am Projekt „Oop!“ zu arbeiten. Letzteres ist ein Lego-artiges Designprogramm, mit Ähnlichkeit zu Minecraft. Obwohl ihr Arbeitsleben unverändert große Ähnlichkeit zu der bei Microsoft hat, sind sie jetzt bereit, auch Beziehungen einzugehen oder gar Eltern zu werden.

## Figuren
Daniel Underwood, der zu Beginn 26-jährige Ich-Erzähler, schreibt Tagebuch, um zu verstehen, nach welchem Schema sein Leben verläuft. Neben seinen Tagebucheinträgen hält er auch wie in einem Bewusstseinsstrom Begriffe fest, von denen er überzeugt ist, dass sie aus dem Unterbewusstsein seines Computers stammen. Er hat sich aus der Kundenbetreuung (Telefon-Fegefeuer, in dem ich sechs Monate lang alten Damen geholfen habe, ihre Weihnachtsadressliste mit Microsoft Works zu formatieren.) zum Bug-Tester bei Microsoft hochgearbeitet. Bei Oop! arbeitet er als Programmierer.
Susan ist wie Daniel 26 Jahre alt und arbeitete bereits bei Microsoft als Programmiererin. Sie wird Teilhaberin von Oop! und gründet „Chyx“, ein Netzwerk von programmierenden Frauen im Silicon Valley, durch das sie ins öffentliche Rampenlicht gerät.
Todd ist 22 Jahre alt und zunächst wie Daniel Bug-Tester bei Microsoft. Seine Obsession ist sein Körper. Er stammt aus einer christlich-fundamentalistischen Familie und sucht nach neuen Glaubensinhalten. Auf dieser Suche wird er unter anderem zum überzeugten Kommunisten und dann Maoisten.
Bug Barbecue, von Daniel als der am meisten verbitterte Mann der Welt bezeichnet, ist mit seinen 31 Jahren eine der älteren Figuren des Romans. Immer noch Bug-Tester zählt er in den Augen seiner Kollegen als Verlierer – sein Verlierer-Status manifestiert sich auch darin, dass er noch nie zu den Angestellten gehört hat, die auf Grund ihrer Leistung Anteile an Microsoft angeboten bekommen hat. Auch er kündigt bei Microsoft und beginnt bei Oop! zu arbeiten.
Michael ist ein sensibler Programmierer mit autistischen Zügen, einer Legosucht und einer Leidenschaft für elegante Ströme von Kodierbefehlen. Er ist außerdem süchtig nach einem Hustensirup, der psychotrope Substanzen enthält. Zu Beginn der Handlung schließt sich Michael in seinem Büro ein, nachdem Bill Gates persönlich einen von ihm geschriebenen Programmiercode per E-Mail kritisiert. Er arbeitet auch in seiner Freizeit an neuen Programmen und befolgt eine Flatlander-Diät. Michael verlässt Microsoft als erster und gründet mit Ethan eine eigene Firma. Er verliebt sich im Verlauf der Handlung in seine Internetbekanntschaft „StrichCode“, mit der er ein Jahr lang reinen E-Mail-Kontakt hat, ohne je Alter oder Geschlecht seiner Internetbekanntschaft zu erfahren.
Karla ist eine weitere Kollegin Daniels bei Microsoft und verlässt diese Firma, um als Programmiererin bei Oop! mitzuarbeiten. Im Verlauf der Handlung wird sie zu Daniels Freundin und lernt es, ihre Essstörungen zu überwinden.
Der 30-jährige Abe ist einer der wenigen, die sich zunächst nicht entschließen können, Microsoft zu verlassen. Er arbeitet seit 1984 bei Microsoft und ist damit einer der Kollegen mit der längsten Betriebszugehörigkeit. Er hat im Verlauf seines Lebens mehrfach Anteile am Unternehmen erhalten und ist jetzt Multimillionär. Teile des Romans geben den E-Mail-Verkehr zwischen Abe und Daniel wieder. Abe, der sich in Redmond zunehmend vereinsamt fühlt, kehrt schließlich gleichfalls Microsoft dem Rücken. Er wird technischer Leiter bei Oop! und rettet mit seinen finanziellen Mitteln das Unternehmen vor dem finanziellen Ruin.
Ethan hat im Verlauf seiner 33 Jahre als Start-Up-Gründer es dreimal geschafft, Millionär zu werden. Er ist aber auch dreimal Konkurs gegangen. Er ist Michaels Geschäftspartner bei Oop!
Mr. und Mrs. Underwood sind Daniels Eltern. Mr. Underwood durchlebt eine Sinnkrise, als er trotz seiner langjährigen Betriebszugehörigkeit bei IBM gekündigt wird. Sein Kontakt zu Michael hilft ihm aus dieser Lebenskrise wieder heraus. Er erhält von Michael den Auftrag, die neuen Geschäftsräume von Oop! zu entwerfen und umzusetzen. Da Oop! zunächst das Haus der Underwoods als Geschäftsräume nutzen, sind sie auch finanziell in der Lage, den Jobverlust besser zu verkraften. Mrs. Underwood ist eine dem Leben zugewandte Bibliothekarin, die unter anderem einen Schwimmkurs für Frauen ab 60 belegt und erfolgreich an Schwimmwettbewerben teilnimmt.

## Hintergründe und Einflüsse
Coupland hatte sich mit seinem Erstlingswerk Generation X den Ruf erworben, ein intelligenter Beobachter des Alltags zu sein und aktuelle Phänomene aufgreifen und benennen zu können. In einem 1998 mit der Zeitung The Times geführten Interview nannte er es unter anderem erstaunlich, dass die aktuelle Literatur das Phänomen nicht aufgreife, dass mittlerweile mehr als 90 Prozent der arbeitenden Bevölkerung in den Vereinigten Staaten ihren Arbeitstag damit verbringen, an einem PC zu sitzen.
Während der Recherchen zu Mikrosklaven lebte Coupland für einige Wochen in Redmond, Washington, dem Hauptsitz von Microsoft, und anschließend für vier Monate in Palo Alto, Silicon Valley um das Leben der Personen besser zu verstehen, die direkt an der Informationsrevolution beteiligt sind. Er selbst verglich seine Recherchearbeiten mit der Vorgehensweise der bekannten Verhaltensforscherin Dian Fossey. Er habe die dort lebenden Personen so ähnlich intensiv und neugierig beobachtet wie Dian Fossey ihre Gorillas. Für ihn wäre alles von Interesse gewesen; was sie in ihrem Handschuhfach aufbewahren, welche Art von Fastfood sie bevorzugen, welche Poster bei ihnen im Schlafzimmer hingen. Coupland, der selber aus einer religiösen Familie stammte, nannte die "Jetzt"-Orientierung der von ihm beobachteten Personen besonders auffällig. Maschinen seien die Idole, die ihre Wünsche, Hoffnungen, Ziele und Träume beeinflussten. Als besonders verblüffend bezeichnete er es, dass sie sich nicht mit Fragen wie Tod und der Frage nach einem Leben nach dem Tod auseinandersetzen würden.

## Rezension
Sabine Peters nannte den Roman in einer Rezension für den Deutschlandfunk naiv und ärgerlich:

„Computerfreak bleibt Computerfreak, und doch gibt es die nur allzu deutliche, naive Entwicklung bei Coupland, ein rührseliges Happy-End mit Tränen und frommen Gedanken: Waren die Programmierer anfangs emotional verarmte Zombies, so werden sie zu guter Letzt liebevolle, "ganze" Menschen. Der Roman ist in vieler Hinsicht ärgerlich. Über zahlreiche Seiten hin wird nicht erzählt, sondern aufgezählt: Das Essen der Protagonisten, ihre Autos, Gegenstände in Büros, Wohnungseinrichtungen, elektronische Spielzeuge, Übereinstimmungen und Unterschiede zwischen Apple und Microsoft. Ein rein additiver Aufbau nach dem schlichten Muster "und-und-und". Dazu kommen die willkürlich eingeschobenen Wortlisten, die Dans "Unterbewußtseinsdatei” ausspuckt; da liest man ratlos beziehungsweise gelangweilt etwa folgendes: "Kung Fu Plattform Kraft-Scheibletten schnurlos hirntot Silo Manager-Lebensstil Implikator format tools".“

## Buchausgaben
Deutsche Erstausgabe:
- Microsklaven. Roman. Hoffmann und Campe, Hamburg 1996, ISBN 978-3-455-01173-9.

Weitere deutschsprachige Ausgaben:
- Microsklaven. Roman. Goldmann, München 1998, ISBN 978-3-442-54035-8.

## Einzelbelege
1. ↑   1000 Novels everyone must read: the definitive List, abgerufen am 4. Februar 2014.
2. ↑  Coupland, Microsklaven, Kapitel 1. Im Original lautet das Zitat I spent six months in phone purgatory in 1991 helping little old ladies format their Christmas mailings lists on Microsoft Works
3. ↑  Johnstone, Susan. "Talking 'bout his Generation". The Times, 24. Juli 1998.
4. ↑  Soriano, Cesar G. "Dateline: Cyberspace and New York" The Washington Times, 28. Juni 1995
5. ↑  Folmar, Kate. "Channeling the lives of Silicon Valley", The Globe & Mail, 1. Juni 1995.
6. ↑  Grimwood, Jon Courtenay. "Nerds of the Cyberstocracy". The Independent, 13. November 1995.
7. ↑  The New York Times Interview, 9. September 1994
8. ↑  Mcclellan, Jim. "The Geek Factory". The Observer, 12. November 1995.
9. ↑   Buchbesprechung im Deutschlandfunk, aufgerufen am 12. Februar 2014